# Auzouville-l’Esneval
Auzouville-l’Esneval – miejscowość i gmina we Francji, w regionie Normandia, w departamencie Sekwana Nadmorska.
Według danych na rok 1990 gminę zamieszkiwało 298 osób, a gęstość zaludnienia wynosiła 53 osoby/km² (wśród 1421 gmin Górnej Normandii Auzouville-l’Esneval plasuje się na 615. miejscu pod względem liczby ludności, natomiast pod względem powierzchni na miejscu 640.).